# Engelhartszell
Engelhartszell is een gemeente in de Oostenrijkse deelstaat Opper-Oostenrijk, gelegen in het district Schärding. De gemeente heeft ongeveer 1200 inwoners. Engelhartszell is bekend omwille van het trappistenklooster Stift Engelszell en de trappistenbieren die er gebrouwen worden.

## Geografie
Engelhartszell an der Donau heeft een oppervlakte van 19 km². De gemeente ligt in het noorden van de deelstaat Opper-Oostenrijk, in het uiterste noorden van Oostenrijk. In het noordwesten ligt de Duitse deelstaat Beieren.

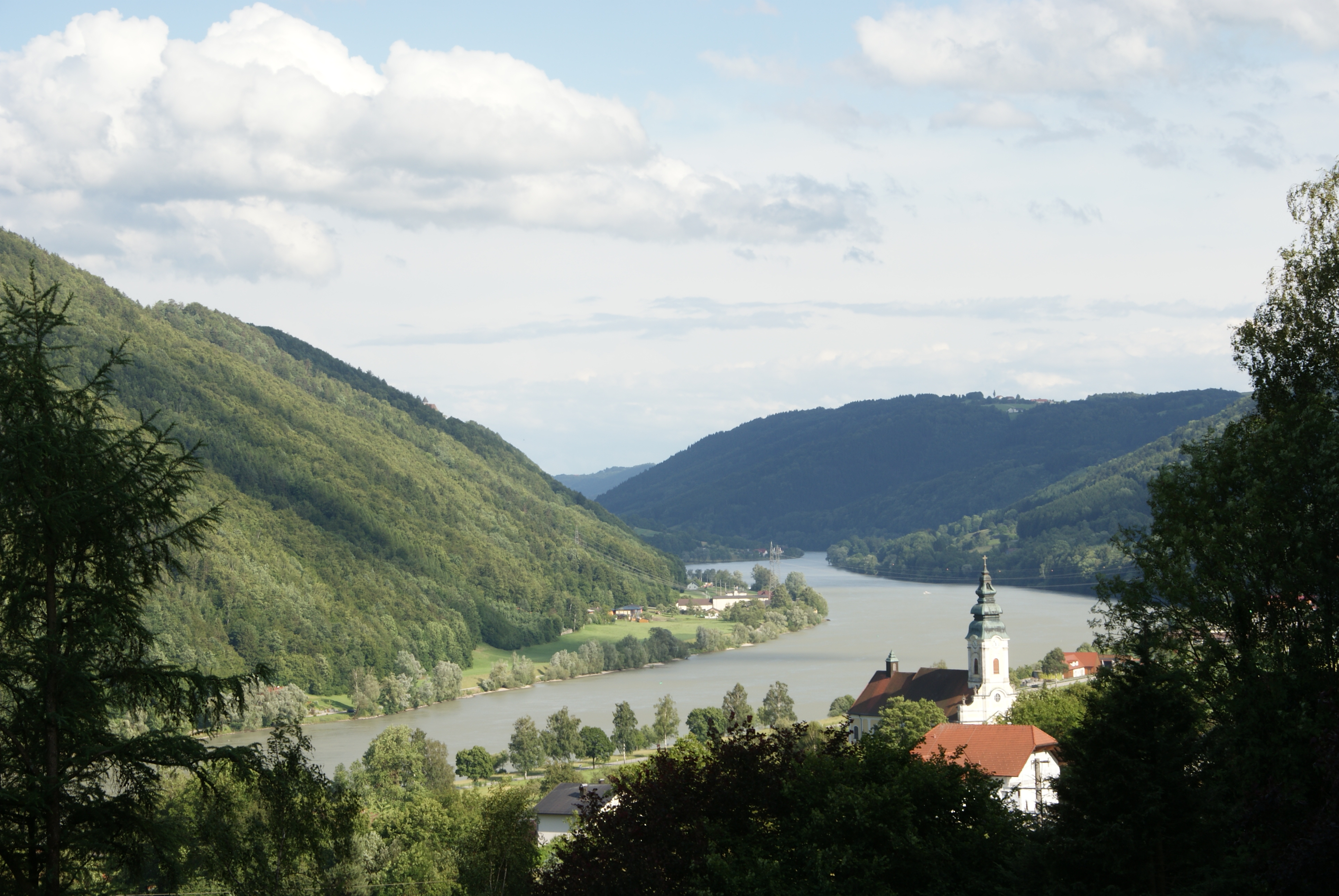
Engelhartszell an der Donau

Altschwendt · Andorf · Brunnenthal · Diersbach · Dorf an der Pram · Eggerding · Engelhartszell · Enzenkirchen · Esternberg · Freinberg · Kopfing im Innkreis · Mayrhof · Münzkirchen · Raab · Rainbach im Innkreis · Riedau · Sankt Aegidi · Sankt Florian am Inn · Sankt Marienkirchen bei Schärding · Sankt Roman · Sankt Willibald · Schardenberg · Schärding · Sigharting · Suben · Taufkirchen an der Pram · Vichtenstein · Waldkirchen am Wesen · Wernstein am Inn · Zell an der Pram
- Gemeinsame Normdatei: 4342017-5
- Library of Congress Control Number: no00100487
- MusicBrainz: 5ef59144-b1cf-4325-b06b-c7ceb622dd8b
- Nationale Bibliotheek van Tsjechië: ge660236
- Virtual International Authority File: 156213376
- WorldCat: E39PBJqqt3j7GYMYXg33HrjXBP